# Bovanj
Bovanj (szerbül: Бовањ), település Szerbiában, a Raškai körzet Tutini községében.

## Népesség
- 1948-ban 120 lakosa volt.
- 1953-ban 60 lakosa volt.
- 1961-ben 60 lakosa volt.
- 1971-ben 69 lakosa volt.
- 1981-ben 66 lakosa volt.
- 1991-ben 74 lakosa volt.
- 2002-ben 29 lakosa volt, akik mindannyian bosnyákok.